# Elezioni parlamentari in Belgio del 1958
Le elezioni parlamentari in Belgio del 1958 si tennero il 1º giugno per il rinnovo del Parlamento federale (Camera dei rappresentanti e Senato). In seguito all'esito elettorale, Gaston Eyskens, espressione del Partito Social-Cristiano/Partito Popolare Cristiano, divenne Primo ministro.

## Risultati

### Camera dei rappresentanti
| Liste                                               | Voti      | %     | Seggi |
| --------------------------------------------------- | --------- | ----- | ----- |
| Partito Social-Cristiano/Partito Popolare Cristiano | 2 465 549 | 46,50 | 104   |
| Partito Socialista Belga                            | 1 897 646 | 35,79 | 80    |
| Partito Liberale                                    | 585 999   | 11,05 | 20    |
| Cartello Liberal Sociale                            | 111 284   | 2,10  | 5     |
| Unione Popolare                                     | 104 823   | 1,98  | 1     |
| Partito Comunista del Belgio                        | 100 145   | 1,89  | 2     |
| Altri                                               | 36 907    | 0,70  | –     |
| Totale                                              | 5 302 353 | 100   | 212   |

### Senato
| Liste                                               | Voti      | %     | Seggi |
| --------------------------------------------------- | --------- | ----- | ----- |
| Partito Social-Cristiano/Partito Popolare Cristiano | 2 390 368 | 46,24 | 53    |
| Partito Socialista Belga (PSB/BSP)                  | 1 886 242 | 36,49 | 40    |
| Partito Liberale                                    | 574 230   | 11,11 | 10    |
| Cartello Liberal Sociale                            | 111 299   | 2,15  | 2     |
| Partito Comunista del Belgio                        | 100 788   | 1,95  | 1     |
| Unione Popolare                                     | 79 198    | 1,53  | –     |
| Partito Democratico                                 | 11 309    | 0,22  | –     |
| Indipendenti                                        | 11 303    | 0,22  | –     |
| Candidati isolati                                   | 4 842     | 0,09  | –     |
| Totale                                              | 5 169 579 | 100   | 106   |